# クライナ・ディナール

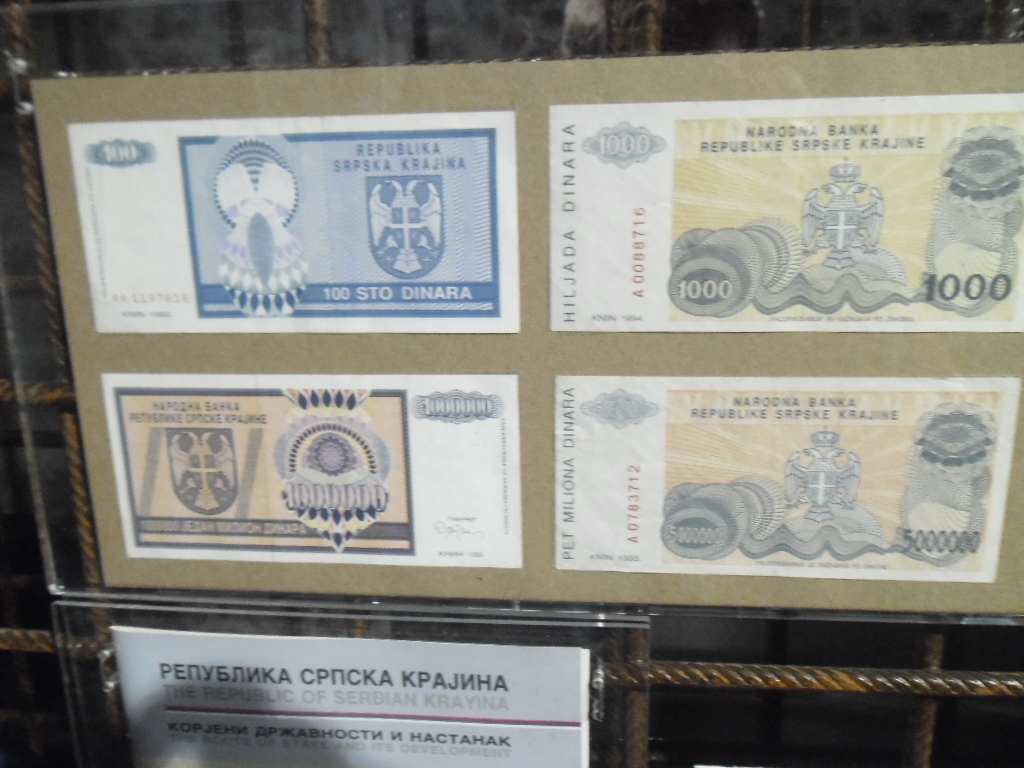
クライナ・ディナール

ディナール（セルビア語キリル・アルファベット: динар）は、1992年から1994年までのクライナ・セルビア人共和国の通貨。複数形はディナーラ（セルビア語キリル・アルファベット: динара）。

## 歴史
1991年6月25日にクロアチアがユーゴスラビアからの独立を宣言したが、クロアチア領内に居住していたセルビア人はこれに反発し、ユーゴスラビア人民軍の全面的な協力のもと大規模な反乱（クロアチア紛争）を起こしてクライナ・セルビア人共和国を樹立させ、独自の通貨であるクライナ・ディナールを発行した。
最初のディナールは1992年7月にデノミが行われたユーゴスラビア・ディナールと並行して導入されたが、紛争の影響で導入から間も無くユーゴスラビアと同じくハイパーインフレーションに陥った。1993年10月1日に100万分の1、3ヶ月後の1994年1月1日に10億分の1のデノミネーションを行ったが、結局同年2月15日に新ユーゴスラビアの通貨であるノヴィ・ディナールに置き換えられるまでハイパーインフレーションが改善することはなく、同日にクライナ・ディナールは廃止された。

## 紙幣
1991年に1万、2万、および5万ディナールの額面の片面印刷の戦時債権証書が作成されたが、発行されなかった。これらは紙幣に似ているが、厳密には紙幣ではなかった。
1992年に、通常の紙幣として10、50、100、500、1000、5000ディナールが発行された。同年12月頃にNarodna Banka Republike Srpske Krajine （スルプスカ・クライナ共和国国立銀行）によって1万ディナールと5万ディナールの紙幣が発行された。インフレーションに伴い1993年には10万、100万、500万、1000万、2000万、5000万、1億、5億、10億、50億、100億ディナールの紙幣が続いた。一連の紙幣はスルプスカ・ディナールと共通しており、額面と彩紋、クライナ・セルビア人共和国の国章が書かれている。
1993年10月1日のデノミ後に発行された紙幣は様式が刷新され、表面にクニンのクニン要塞が、裏面にクライナ・セルビア人共和国の国章と額面、彩紋が書かれている。ハイパーインフレーションの結果、短期間で5000、5万、10万、50万、500万、1億、5億、50億、100億、500億の額面で紙幣が発行された。1994年1月1日のデノミでは、デノミ前と全く同じ様式の紙幣が1000、1万、50万、100万、1,000万ディナールの額面で発行されたが、インフレーションは収まらず僅か3週間足らずで無価値になった。